# 1434

## Události

### České země
- mor či hladomor v českých zemích
- 30. května – bitva u Lipan, koalice umírněných husitů a katolíků porazila radikální husity; konec husitské revoluce
- 21. prosince – porada měst ovládaných husity v Táboře

### Svět
- Ve Florencii se jako neoficiální vládce prosadil Cosimo Starý z rodu Medici.
- Portugalský cestovatel Gil Eanneas obeplul při své cestě podél Afriky mys Bojador. Poprvé se tak Evropan dostal za hranici severní Afriky a tato cesta symbolicky otevřela dveře nejen zámořským objevům, ale i cestu do novověku

### Probíhající události
- 1419–1434 – Husitské války
- 1431–1445 – Basilejsko-ferrarsko-florentský koncil

## Narození
- 29. srpna – Janus Pannonius, uherský chorvatský humanista, latinsky píšící básník, diplomat a biskup († 1472)
- 23. září – Violanta Francouzská, savojská vévodkyně a regentka († 1478)
- ? – Michael Wolgemut, německý malíř a grafik († 30. listopadu 1519)

## Úmrtí
- 30. května – Prokop Holý, radikální husitský kněz, politik a vojevůdce (v bitvě u Lipan) (* asi 1380)
- 1. června – Vladislav II. Jagello, polský král (* kolem 1362)
- 4. srpna – Kuneš III. ze Zvole, olomoucký biskup (* ?)
- ? – Šen Tu, čínský kaligraf a malíř (* 1357)
- ? – Petr z Kravář a Strážnice, moravský šlechtic, moravský zemský hejtman a nejvyšší komorník olomoucké cúdy (* ?)

## Hlavy států
- České království – bezvládí (interregnum)
- Svatá říše římská – Zikmund Lucemburský
- Papež – Evžen IV.
- Anglické království – Jindřich VI.
- Francouzské království – Karel VII.
- Polské království – Vladislav II. Jagello – Vladislav III. Varnenčik
- Uherské království – Zikmund Lucemburský
- Byzantská říše – Jan VIII. Palaiologos